# NGC 946
NGC 946 je galaksija u zviježđu Andromeda.

## Vanjske poveznice
- SEDS: NGC 946